# Oisterwijk (gemeente)

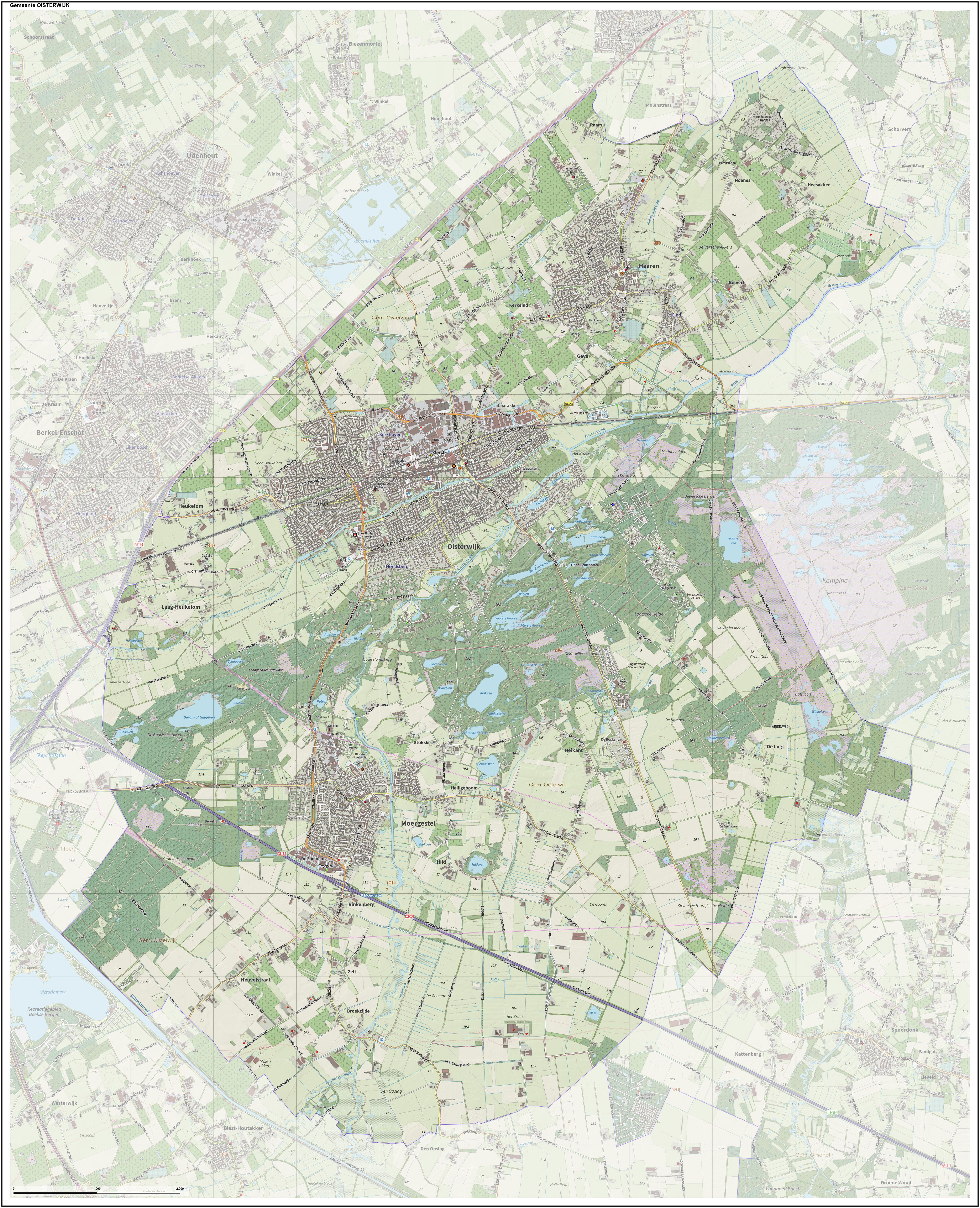
Topografische gemeentekaart van Oisterwijk

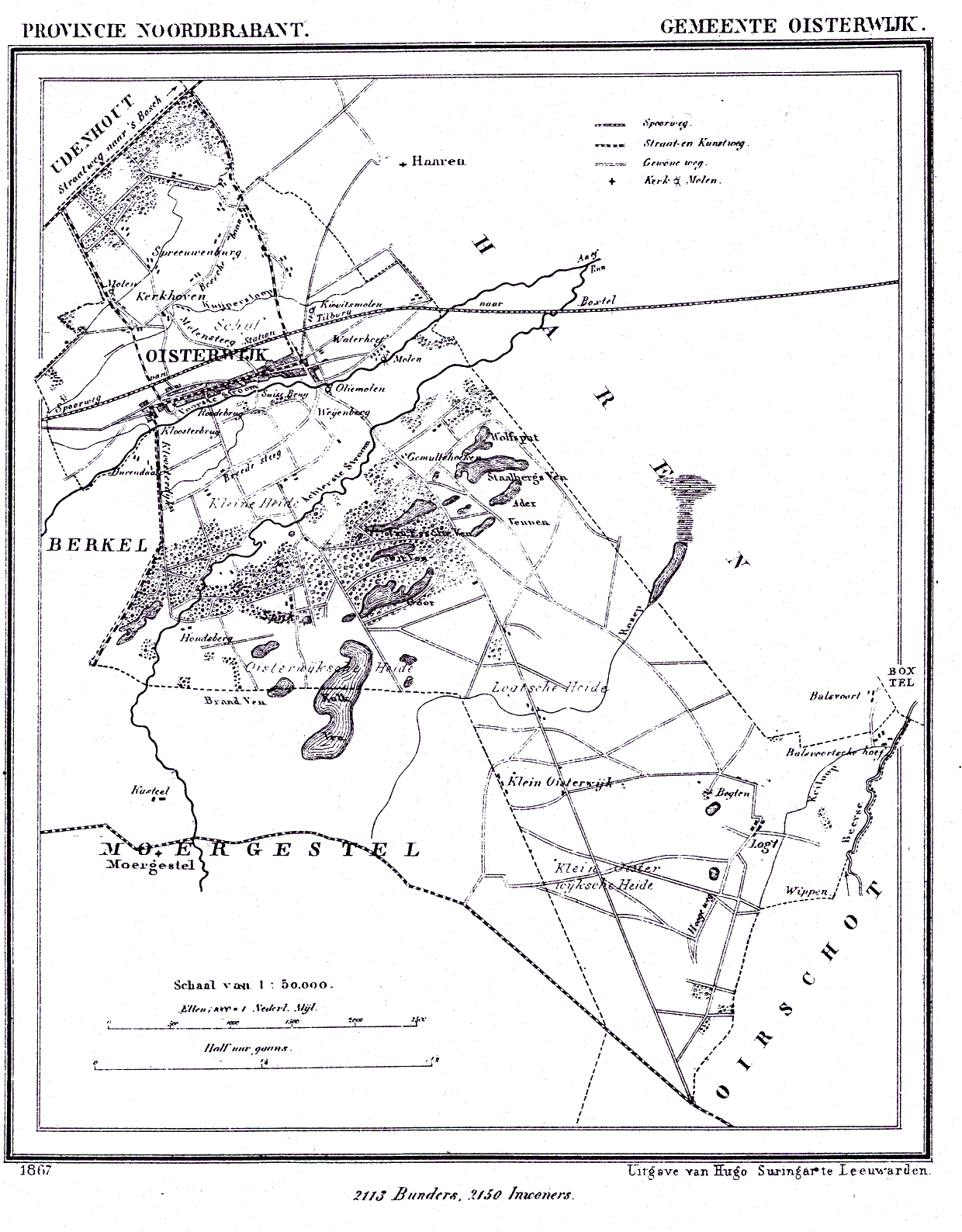
Oisterwijk in 1867

Oisterwijk (uitspraakⓘ; uitspraak: Oosterwijk) is een Nederlandse gemeente in de provincie Noord-Brabant. De gemeente telt ongeveer 32.952 inwoners (bron: CBS) en heeft een oppervlakte van ongeveer 65 km². Daarvan bestaat circa 2% uit water. Oisterwijk ligt op een hoogte van 10 meter.

## Kernen
De gemeente Oisterwijk bestaat uit de volgende woonplaatsen (gegevens 2023):
- Oisterwijk: 20.495 inwoners
- Moergestel: 6.120 inwoners
- Heukelom: 310 inwoners
- Haaren: 6.000 inwoners

## Streektaal
In de gemeente Oisterwijk wordt Oisterwijks gesproken, een tot het Midden-Noord-Brabants behorend subdialect dat op zijn beurt deel uitmaakt van het Brabantse dialect.

## Landschap(sindeling)
Het noordelijke en westelijke deel van de gemeente (waar het dorp Oisterwijk ligt) rekent men tot de streek van de Meierij van 's-Hertogenbosch, het zuidoostelijke deel (waar Moergestel ligt) tot de streek van de Kempen.
Gemeente Oisterwijk geldt als een toeristische trekpleister vanwege de vele bossen en vennen, zoals de natuurgebieden Oisterwijkse Bossen en Vennen, De Kampina, Oude Hondsberg, Ter Braakloop en Galgeven en het Moergestels Broek. De natuurgebieden vallen (grotendeels) onder Het Groene Woud, een verscheidene Noord-Brabantse gemeenten overkoepelend nationaal landschap. Verder doet ook het Brabants Vennenpad de gemeente Oisterwijk aan.
Vóór de 20e eeuw gaf het landschap van Oisterwijk een andere aanblik, in plaats van bossen waren er uitgestrekte heidevelden. Doordat men ophield de schapen de heidevelden te laten begrazen en door aanplanting van bomen ontstonden er grote bosgebieden. Bijzonder was dat er veel meer vennen waren dan in andere soortgelijke gebieden van Noord-Brabant en ook nu nog is dat het geval.
Door de gemeente stromen verscheidene beken, zoals de van de zuidkant binnenkomende Reusel, die bij Moergestel Achterste Stroom gaat heten en die ten oosten van de kern Oisterwijk samenvloeit met de Voorste Stroom (een voortzetting van de uit zuidwestelijke richting komende Nieuwe Leij) tot Esschestroom (ook wel Run genoemd). Een andere, door De Kampina stromende beek is de Rosep, die uitmondt in de Esschestroom. Laatstgenoemde verlaat in noordoostelijke richting de gemeente om zich verderop bij de Dommel te voegen.

## Geschiedenis
Oisterwijk is in 1212 gesticht door de hertog van Brabant en kreeg meteen ook stadsrechten en een eigen jaarmarkt. Op 1 januari 1997 werd de gemeente Moergestel bij de gemeente Oisterwijk gevoegd, net als Heukelom, tot dat moment deel van de gemeente Berkel-Enschot.
De splitsing en opdeling van de gemeente Haaren heeft tot gevolg dat op 1 januari 2021 de kern Haaren van deze gemeente werd toegevoegd aan Oisterwijk.

## Bedrijvigheid
Oisterwijk had een omvangrijke meubelindustrie. Meubelfabriek Oisterwijk had vele vestigingen (showrooms) in Nederland en was bekend van radio- en tv-reclames met de slogan "klop klop". Het hoofdkantoor en de productie waren gevestigd in het dorp. In 1990 ging het bedrijf failliet en is in zeer afgeslankte vorm doorgestart zodat er van meubelindustrie nauwelijks meer te spreken valt.
Andere grote bedrijven die in 2022 voor heel veel werkgelegenheid zorgen zijn Unilin en Tobroco.

## Bereikbaarheid
Oisterwijk heeft een eigen treinstation, station Oisterwijk geheten. Voorts ligt de gemeente ten noordoosten van het punt waar de A58 (Tilburg - Eindhoven) en de A65 (Tilburg - 's-Hertogenbosch) samenkomen (knooppunt De Baars).

## Cultuur

### Bezienswaardigheden

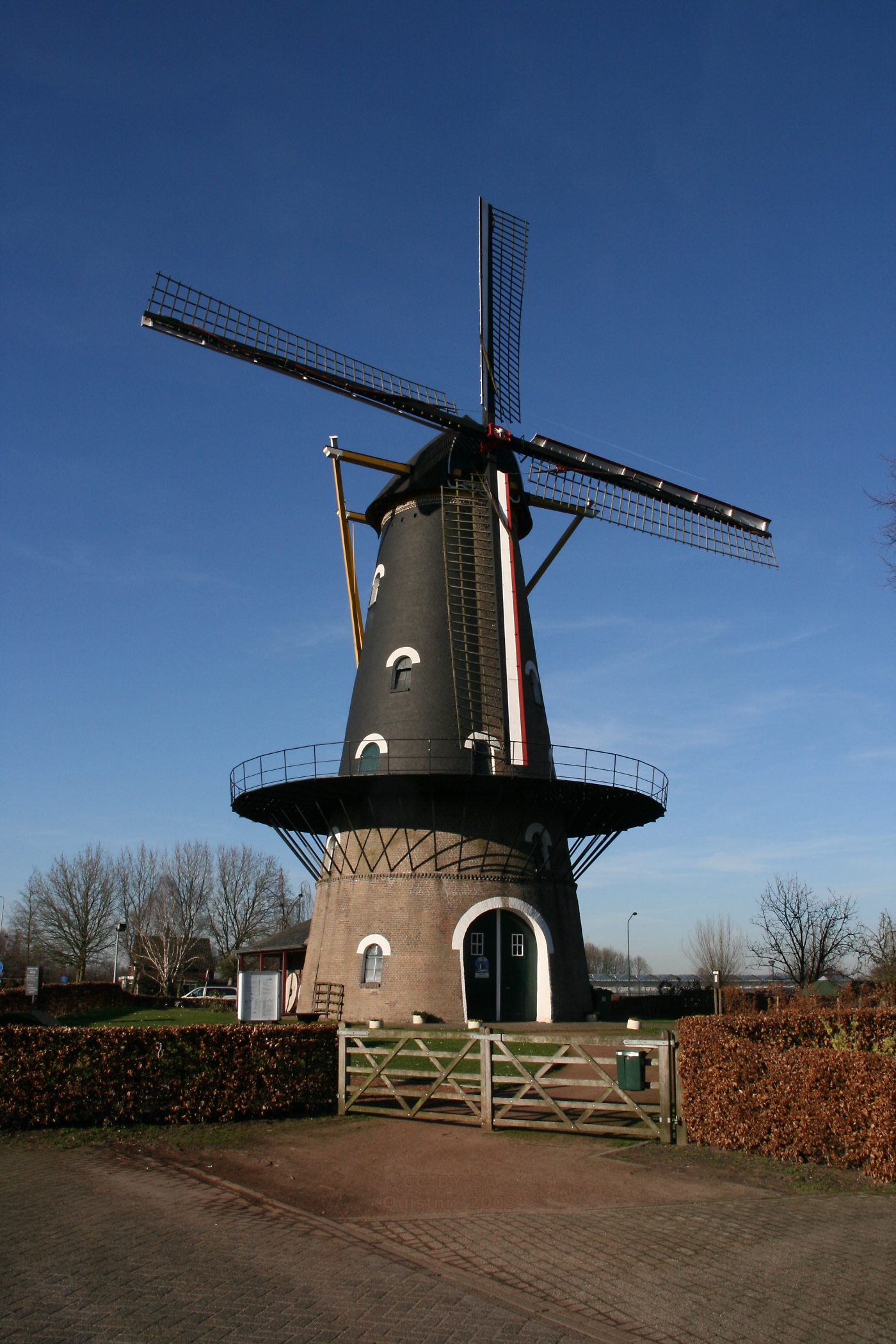
Kerkhovense Molen

- De Lind (Kempisch-Frankisch stadsplein, tevens beschermd stadsgezicht)
- Het Stoom, restant van oude, niet meer in gebruik zijnde molen
- Kasteel Durendaal, uit de Middeleeuwen daterend maar in de 19e eeuw gesloopt
- Kerkhovense Molen (andere naam: Onvermoeid), stenen stellingmolen daterend uit 1895, nog in bedrijf, laatste molen van het dorp Oisterwijk
- Lindeboom van duizend jaar oud en daarmee oudste boom van Oisterwijk, staat op De Lind
- Oudste huis van Oisterwijk, met gevel uit 1633 in de stijl van de Renaissance (Kerkstraat nr. 90)
- Raadhuis, daterend uit 1899, herbergt een collectie gildezilver
- Sint-Petrus'-Bandenkerk, parochiekerk gewijd aan Sint-Petrus' Banden, daterend uit 1897, ontworpen door de architect Pierre Cuypers, bevat opalines (soort beschilderd glas) van de kunstschilder Charles Eyck
- Standbeeld van Adriaan Poirters, priester-dichter
- Trouwlaantje, pad waarover bruidsparen zich naar het gemeentehuis en de kerk begeven, uitkomend op De Lind
- Stoommachine uit 1924 op voormalig fabrieksterrein van de Looierij

### Monumenten
In de gemeente zijn er een aantal rijksmonumenten, gemeentelijke monumenten, en oorlogsmonumenten, zie:
- Lijst van rijksmonumenten in Oisterwijk (gemeente)
- Lijst van gemeentelijke monumenten in Oisterwijk
- Lijst van oorlogsmonumenten in Oisterwijk
- Lijst van Stolpersteine in Oisterwijk

### Kunst in de openbare ruimte
In de gemeente zijn diverse beelden, sculpturen en objecten geplaatst in de openbare ruimte, zie:
- Lijst van beelden in Oisterwijk

## Godsdienst

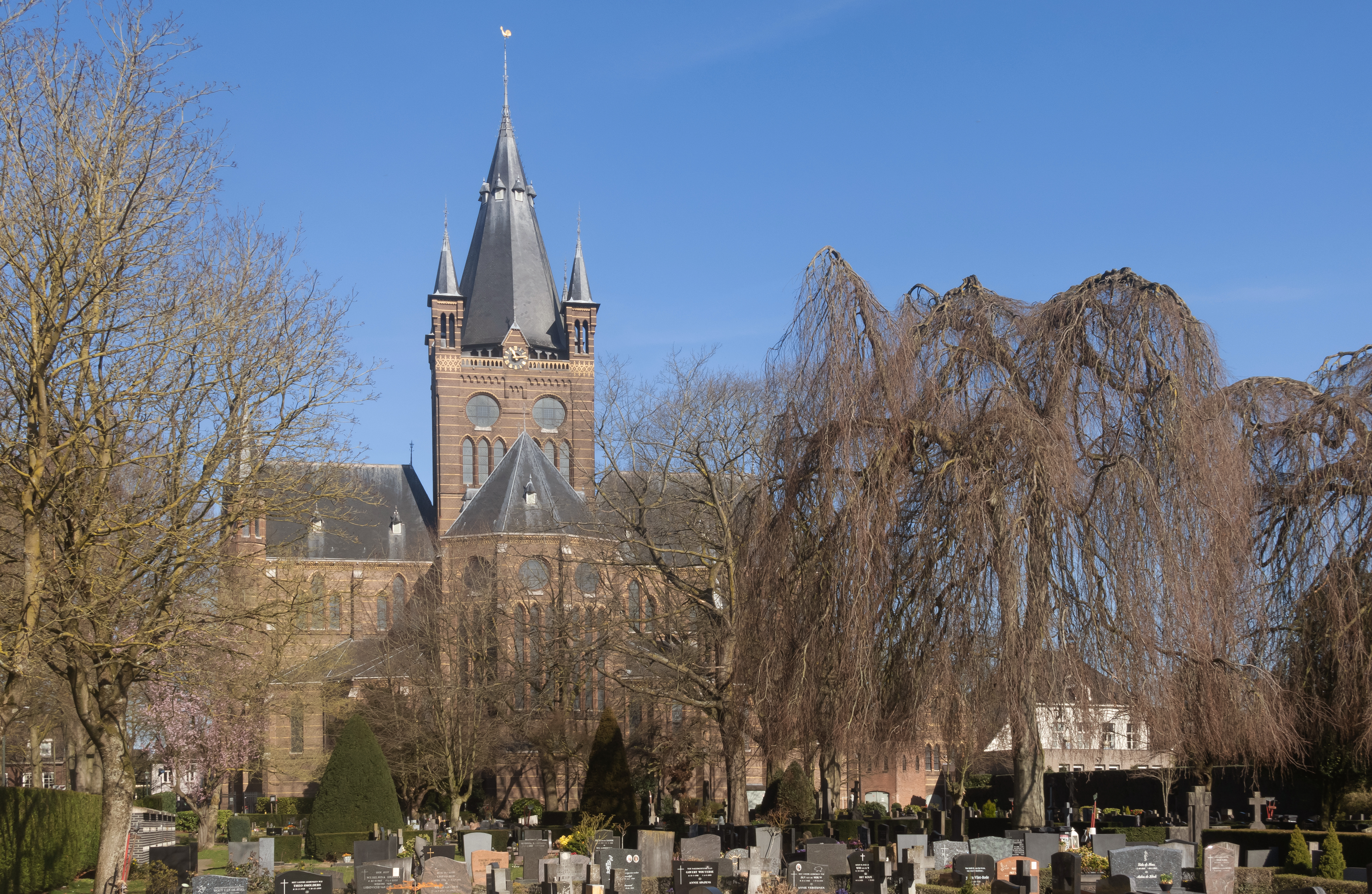
Sint-Petrus'-Bandenkerk

Oisterwijk is van oudsher een rooms-katholieke plaats, reden waarom men er vier parochies aantreft:
- In de woonplaats Oisterwijk:
  - Joanneskerk
  - Levenskerk (in 2017 opgeheven)
  - Sint-Petrus'-Bandenkerk
- In de woonplaats Moergestel:
  - Sint-Janskerk
- In de woonplaats Haaren: 
  - Sint-Lambertuskerk (Haaren)

Begin 2012 heeft het Bisdom 's-Hertogenbosch besloten dat met ingang van 1 januari 2015 de drie parochies in Oisterwijk met die van Moergestel en van Haaren (Parochie Heilige Lambertus) moeten fuseren tot één parochie.
In Oisterwijk is er ook een kerk van de Protestantse Kerk in Nederland en ligt er in de bossen aan de Hondsbergselaan een Joodse begraafplaats.

## Kranten en omroepen
Huis-aan-huisbladen:
- Nieuwsklok, verschijnt eenmaal per week (sinds januari 1997, voortzetting van het Kerkklokje dat voor het eerst verscheen in december 1917).
- De Uitstraling, editie Oisterwijk, verschijnt iedere vier weken.
- De Klepperman, verscheen wekelijks tussen maart 1978 en eind 2003.
- De Oisterwijker, verscheen wekelijks tussen mei 1996 en augustus 1998.

Plaatselijke omroepen:
- Lokale Omroepvereniging Voor Oisterwijk (LOVO), lokale televisie voor de woonplaats Oisterwijk. Zorgt buiten de uitzendingen om voor de tekst-tv.
- Moergestel tv (MTV), lokale televisie voor de woonplaats Moergestel, radio voor de gehele gemeente. Deze wordt iedere zondag van 10:00 - 12:00 uur live uitgezonden.

Internetmedia:
- Oisterwijk Nieuws, lokaal internetmedium

## Politiek

### Gemeenteraad
De gemeenteraad van Oisterwijk bestaat sinds 1 januari 2021 uit 23 zetels. Hieronder staat de uitslag van de verkiezingen van de gemeenteraad per periode:
| Partij                                                       | 1998 | 2002 | 2006   | 2010   | 2014   | 2018   | 2020   |
| ------------------------------------------------------------ | ---- | ---- | ------ | ------ | ------ | ------ | ------ |
| Partij Gemeente Belangen (PGB) (tot 2010: Gemeente Belangen) | 4    | 4    | 3      | 4      | 4      | 6      | 6      |
| VVD                                                          | 4    | 3    | 3      | 4      | 4*     | 4      | 5      |
| Progressief Oisterwijk (PrO)*                                | -    | -    | 7      | 5      | 5      | 5*     | 4      |
| CDA                                                          | 4    | 4    | 4      | 4      | 2*     | 2      | 3      |
| Algemeen Belang (AB)                                         | 5    | 6    | 4      | 4      | 6      | 4      | 3*     |
| D66                                                          | 1    | 1    | *      | -      | -      | -      | 2*     |
| GroenLinks                                                   | 1    | 2    | *      | -      | -      | -      | -      |
| PvdA                                                         | 2    | 1    | *      | -      | -      | -      | -      |
| Totaal                                                       | 21   | 21   | 21     | 21     | 21     | 21     | 23     |
| Opkomst                                                      |      |      | 58,97% | 55,12% | 54,43% | 55,03% | 44,81% |

- De twee raadsleden van het CDA besloten per 15 juli 2014 hun lidmaatschap van het CDA op te zeggen. Beide raadsleden werden lid van de VVD-fractie.
- PrO bestond tot en met 2020 uit PvdA, GroenLinks en D66. Sinds de gemeentefusie op 1 januari 2021 bestaat PrO uit PvdA, GroenLinks en Progressief '96.
- In 2019 splitste een lid van Progressief Oisterwijk zich af en ging zelfstandig verder. In 2020 zette Progressief Oisterwijk een lid uit de fractie, die zelfstandig verderging.
- In 2022 splitste Van Beers zich af van Algemeen Belang, en ging verder in een eigen fractie. Op 11 juni 2024 sloot ze zich aan bij de D66-fractie.[3]

### College van B en W
Het college van burgemeester en wethouders voert het raadsprogramma van PGB, VVD en D66 uit en bestaat uit de volgende personen:
Burgemeester: Hans Janssen (CDA)
Wethouders:
- Dion Dankers ( PGB )
- Anne Cristien Spekle (VVD)
- Eric Logister (D66)

## Bekende inwoners

### Geboren
- Joannes van Oisterwijk (1504-1572), pater, heilige en martelaar (een van de negentien Martelaren van Gorcum)
- Adriaan Poirters (1605-1674), priester en dichter
- Anna van Hees (1768-1825), katholieke mystica en mede-oprichtster van een van de eerste congregaties in Nederland
- Elisa Cornelis Unico van Doorn (1799-1882), politicus (onder andere minister en commissaris van de koning in Utrecht)
- Joseph van Lil (1826-1906), Belgisch-Nederlands kunstschilder van portretten en genreschilderijen
- Adriaan van Ierland (1872-1942), komiek
- Maria Roosen (1957), beeldhouwster
- Robèrt van Beckhoven (1961), bakker, patissier en presentator
- Rob Stenders (1965), radio-dj

### Woonachtig geweest
- Adriana Back van Asten (1490-1535), adellijk persoon (woonachtig op Kasteel Durendaal)
- Wolfert van Brederode (1495-1548), adellijk persoon (woonachtig op Kasteel)
- Emile Verviers (1886-1968), econoom, publicist en NSB'er
- Arnold Meijer (1905-1965), fascistisch politicus, veroordeeld wegen collaboratie tijdens de Tweede Wereldoorlog; oprichter hotel- en bungalowpark De Rosep in Oisterwijk
- Joan Willems (1909-1974), Nederlands politicus (1953-1966 lid gemeenteraad Oisterwijk)
- Krijn Strijd (1909-1983), vredesactivist, hoogleraar theologie en predikant (stond van 1939 tot 1941 in Oisterwijk)
- Henri Louis Felix Marie van Hövell van Wezeveld en Westerflier (1913-2004), burgemeester (onder andere van Oisterwijk van 1952 tot 1965)
- Boy Ecury (1922-1944), verzetsstrijder van Arubaanse komaf
- Dirk Schouten (1923-2018), econoom
- Freeke Moes (1998), veldhockeyster

## Geboren in Moergestel
- Arjan Swinkels (1984), voetballer
- Danny van Poppel (1993), wielrenner

## Trivia
- Tijdens het carnaval heet Oisterwijk Döllekesgat.
- In de tweede helft van de jaren 1950 heeft in Oisterwijk een miniatuurversie bestaan van Rommeldam, de denkbeeldige woonplaats van de stripfiguren Olivier B. Bommel en Tom Poes.

## Stedenband
In Duitsland ligt een zusterstad van Oisterwijk. Tot 1 januari 1977 was dat Sprendlingen in de deelstaat Hessen, daarna Dreieich de toen nieuw gevormde gemeente waarin Sprendlingen is opgegaan.

## Aangrenzende gemeenten
| Aangrenzende gemeenten | Aangrenzende gemeenten | Aangrenzende gemeenten | Aangrenzende gemeenten | Aangrenzende gemeenten |
| ---------------------- | ---------------------- | ---------------------- | ---------------------- | ---------------------- |
|                        |                        | Vught                  |                        |                        |
|                        |                        |                        |                        |                        |
| Tilburg                | Boxtel                 |                        |                        |                        |
|                        |                        |                        |                        |                        |
| Hilvarenbeek           |                        |                        |                        | Oirschot               |